# Hornera pectinata
Hornera pectinata är en mossdjursart som beskrevs av Busk 1861. Hornera pectinata ingår i släktet Hornera och familjen Horneridae. Inga underarter finns listade i Catalogue of Life.